# Jan Leszczyński (piłkarz)
Jan Edward Leszczyński (ur. 20 października 1946, zm. 13 stycznia 2004) – polski piłkarz, obrońca.
Był długoletnim piłkarzem Zagłębia Sosnowiec. W pierwszej lidze rozegrał 254 spotkania. W reprezentacji Polski wystąpił tylko raz, w rozegranym 20 października 1968 spotkaniu z NRD, które Polska zremisowała 1:1.